# Україна на зимових Олімпійських іграх 2006
Україна на зимових Олімпійських іграх 2006 була представлена 52 спортсменами в 9 видах спорту і завоювала дві бронзові медалі.

## Нагороди
| Бронза |                                 |                                  |
| #      | Спортсмени                      | Вид спорту                       |
| 1      | Лілія Єфремова                  | Біатлон — спринт                 |
| 2      | Олена Грушина / Руслан Гончаров | Фігурне катання — танці на льоду |

## Результати змагань

### Біатлон
Чоловіки
На Ігри кваліфікувалися Олександр Біланенко, Андрій Дериземля, В'ячеслав Деркач, Олексій Коробейніков та Руслан Лисенко.
| Змагання            | Спортсмени                                                               | Результат | Місце |
| ------------------- | ------------------------------------------------------------------------ | --------- | ----- |
| Спринт              | Андрій Дериземля                                                         | 28:15.2   | 28    |
| Спринт              | Олександр Біланенко                                                      | 28:26.6   | 36    |
| Спринт              | Руслан Лисенко                                                           | 28:56.6   | 44    |
| Спринт              | В'ячеслав Деркач                                                         | 30:15.8   | 72    |
| Персьют             | Андрій Дериземля                                                         | 38:54.38  | 31    |
| Персьют             | Руслан Лисенко                                                           | 40:16.42  | 41    |
| Персьют             | Олександр Біланенко                                                      | DNS       | DNS   |
| Індивідуальна гонка | Руслан Лисенко                                                           | 57:16.6   | 18    |
| Індивідуальна гонка | Андрій Дериземля                                                         | 59:47.2   | 39    |
| Індивідуальна гонка | Олександр Біланенко                                                      | 1:00:28.6 | 49    |
| Індивідуальна гонка | Олексій Коробейніков                                                     | 1:01:17.8 | 54    |
| Естафета            | Олександр Біланенко Андрій Дериземля Олексій Коробейніков Руслан Лисенко | 1:23:40.4 | 7     |

Жінки
На Ігри кваліфікувалися Лілія Єфремова, Ніна Лемеш, Олена Петрова, Валя Семеренко та Оксана Хвостенко.
| Змагання            | Спортсмени                                               | Результат | Місце |
| ------------------- | -------------------------------------------------------- | --------- | ----- |
| Спринт              | Лілія Єфремова                                           | 22:38.0   |       |
| Спринт              | Олена Петрова                                            | 24:52.2   | 44    |
| Спринт              | Оксана Хвостенко                                         | 25:10.1   | 49    |
| Спринт              | Ніна Лемеш                                               | 25:13.5   | 50    |
| Персьют             | Лілія Єфремова                                           | 39:09.89  | 8     |
| Персьют             | Ніна Лемеш                                               | 43:48.67  | 41    |
| Персьют             | Оксана Хвостенко                                         | LAP       | LAP   |
| Персьют             | Олена Петрова                                            | DNS       | DNS   |
| Індивідуальна гонка | Оксана Хвостенко                                         | 53:22.5   | 20    |
| Індивідуальна гонка | Олена Петрова                                            | 54:35.6   | 29    |
| Індивідуальна гонка | Лілія Єфремова                                           | 55:28.0   | 36    |
| Індивідуальна гонка | Валя Семеренко                                           | 56:22.6   | 46    |
| Мас-старт           | Лілія Єфремова                                           | 43:21.0   | 17    |
| Естафета            | Оксана Хвостенко Олена Петрова Ніна Лемеш Лілія Єфремова | 1:21:55.5 | 11    |

### Лижні види спорту

#### Гірськолижний спорт
В змаганнях гірськолижників Україну представляли по одному учаснику в жіночих і чоловічих змаганнях, при чому Микола Скрябін брав участь у всіх п'яти дисциплінах.
Чоловіки
| Змагання           | Спортсмени     | 1 спуск | 2 спуск | 3 спуск | Усього  | Місце |
| ------------------ | -------------- | ------- | ------- | ------- | ------- | ----- |
| Швидкісний спуск   | Микола Скрябін |         |         |         | 1:57.56 | 47    |
| Супергігант        | Микола Скрябін |         |         |         | 1:38.86 | 53    |
| Гігантський слалом | Микола Скрябін | 1:25.81 | 1:25.04 |         | 2:50.85 | 26    |
| Слалом             | Микола Скрябін | 1:01.98 | 57.98   |         | 1:59.96 | 36    |
| Суперкомбінація    | Микола Скрябін | 1:46.63 | 51.21   | DNF     | DNF     | DNF   |

Жінки
| Змагання           | Спортсмени     | 1 спуск | 2 спуск | Усього  | Місце |
| ------------------ | -------------- | ------- | ------- | ------- | ----- |
| Гігантський слалом | Юлія Сипаренко | 1:10.43 | 1:15.50 | 2:25.93 | 35    |
| Слалом             | Юлія Сипаренко | 50.31   | 52.95   | 1:43.26 | 45    |

#### Лижне двоборство
| Змагання                 | Спортсмени       | Стрибки із трампліна | Стрибки із трампліна | Лижна гонка | Лижна гонка | Місце |
| Змагання                 | Спортсмени       | Результат            | Місце                | Гандикап    | Результат   | Місце |
| ------------------------ | ---------------- | -------------------- | -------------------- | ----------- | ----------- | ----- |
| Спринт                   | Сергій Дячук     | 79.4                 | 47                   | +3:33       | 21:44.1     | 45    |
| Спринт                   | Володимир Трачук | 61.5                 | 48                   | +4:17       | 23:57.8     | 48    |
| Індивідуальний Гундерсен | Сергій Дячук     | 151.0                | 48                   | +7:26       | 40:42.1     | 45    |
| Індивідуальний Гундерсен | Володимир Трачук | 140.0                | 49                   | +8:10       | 43:45.2     | 48    |

#### Лижні перегони
Чоловіки
| Змагання               | Спортсмени                                                         | Результат | Місце |
| ---------------------- | ------------------------------------------------------------------ | --------- | ----- |
| 15 км класичним стилем | Роман Лейбюк                                                       | 39:48.1   | 17    |
| 15 км класичним стилем | Володимир Ольшанський                                              | 42:39.6   | 56    |
| 15 км класичним стилем | Віталій Марців                                                     | 42:57.4   | 61    |
| 15 км класичним стилем | Олександр Батюк                                                    | 43:17.4   | 63    |
| Дуатлон 15+15 км       | Михайло Гуменяк                                                    | 1:22:24.6 | 46    |
| Дуатлон 15+15 км       | Роман Лейбюк                                                       | 1:22:31.5 | 49    |
| Дуатлон 15+15 км       | Олександр Пуцко                                                    | 1:22:37.6 | 52    |
| Дуатлон 15+15 км       | Олександр Батюк                                                    | 1:24:35.9 | 57    |
| Мас-старт 50 км        | Володимир Ольшанський                                              | 2:16:14.7 | 62    |
| Мас-старт 50 км        | Олександр Пуцко                                                    | DNF       | DNF   |
| Естафета 4 x 10 км     | Роман Лейбюк Володимир Ольшанський Олександр Пуцко Михайло Гуменяк | 1:50:01.9 | 14    |

Жінки
| Змагання               | Спортсмени                                                         | Результат | Місце |
| ---------------------- | ------------------------------------------------------------------ | --------- | ----- |
| 10 км класичним стилем | Валентина Шевченко                                                 | 29:40.4   | 21    |
| 10 км класичним стилем | Тетяна Завалій                                                     | 30:13.2   | 27    |
| 10 км класичним стилем | Катерина Григоренко                                                | 31:16.6   | 44    |
| Дуатлон 7,5+7,5 км     | Валентина Шевченко                                                 | 44:13.6   | 14    |
| Дуатлон 7,5+7,5 км     | Віта Якимчук                                                       | 45:48.1   | 26    |
| Дуатлон 7,5+7,5 км     | Катерина Григоренко                                                | 46:55.2   | 40    |
| Дуатлон 7,5+7,5 км     | Тетяна Завалій                                                     | 47:18.7   | 45    |
| Мас-старт 30 км        | Валентина Шевченко                                                 | 1:23:07.9 | 7     |
| Мас-старт 30 км        | Віта Якимчук                                                       | 1:26:32.2 | 22    |
| Мас-старт 30 км        | Катерина Григоренко                                                | 1:31:36.9 | 42    |
| Мас-старт 30 км        | Марина Лісогор                                                     | DNF       | DNF   |
| Естафета 4 x 5 км      | Катерина Григоренко Тетяна Завалій Віта Якимчук Валентина Шевченко | 56:36.3   | 8     |

Спринт
| Змагання                   | Спортсмени                    | Кваліфікація | Кваліфікація | Чвертьфінал | Чвертьфінал | Півфінал  | Півфінал | Фінал     | Фінал |
| Змагання                   | Спортсмени                    | Результат    | Місце        | Результат   | Місце       | Результат | Місце    | Результат | Місце |
| -------------------------- | ----------------------------- | ------------ | ------------ | ----------- | ----------- | --------- | -------- | --------- | ----- |
| Чоловічий спринт           | Іван Білосюк                  | 2:21.97      | 40           | DNQ         | DNQ         | DNQ       | DNQ      | DNQ       | 40    |
| Чоловічий спринт           | Віталій Марців                | 2:22.30      | 42           | DNQ         | DNQ         | DNQ       | DNQ      | DNQ       | 42    |
| Чоловічий спринт           | Михайло Гуменяк               | 2:28.72      | 62           | DNQ         | DNQ         | DNQ       | DNQ      | DNQ       | 62    |
| Чоловічий спринт           | Олександр Пуцко               | 2:30.99      | 66           | DNQ         | DNQ         | DNQ       | DNQ      | DNQ       | 66    |
| Жіночий спринт             | Віта Якимчук                  | 2:19.92      | 36           | DNQ         | DNQ         | DNQ       | DNQ      | DNQ       | 36    |
| Жіночий спринт             | Марина Лісогор                | 2:20.79      | 43           | DNQ         | DNQ         | DNQ       | DNQ      | DNQ       | 43    |
| Чоловічий командний спринт | Іван Білосюк Віталій Марців   |              |              |             |             | 18:50.4   | 9        | DNQ       | 17    |
| Жіночий командний спринт   | Марина Лісогор Тетяна Завалій |              |              |             |             | 19:14.1   | 8        | DNQ       | 16    |

#### Стрибки із трампліна
| Змагання            | Спортсмени      | Кваліфікація | Кваліфікація | Фінал     | Фінал     | Фінал     | Фінал     | Фінал  | Фінал |
| Змагання            | Спортсмени      | Результат    | Місце        | 1 стрибок | 1 стрибок | 2 стрибок | 2 стрибок | Усього | Місце |
| Змагання            | Спортсмени      | Результат    | Місце        | Результат | Місце     | Результат | Місце     | Усього | Місце |
| ------------------- | --------------- | ------------ | ------------ | --------- | --------- | --------- | --------- | ------ | ----- |
| Нормальний трамплін | Володимир Бощук | 88.5         | 47           | DNQ       | DNQ       | DNQ       | DNQ       | DNQ    | DNQ   |
| Великий трамплін    | Володимир Бощук | 30.6         | 51           | DNQ       | DNQ       | DNQ       | DNQ       | DNQ    | DNQ   |

#### Фрістайл
Акробатика
| Змагання | Спортсмени          | Кваліфікація | Кваліфікація | Кваліфікація | Кваліфікація | Фінал     | Фінал     | Фінал  | Фінал |
| Змагання | Спортсмени          | 1 стрибок    | 2 стрибок    | Сума         | Місце        | 1 стрибок | 2 стрибок | Сума   | Місце |
| -------- | ------------------- | ------------ | ------------ | ------------ | ------------ | --------- | --------- | ------ | ----- |
| Чоловіки | Енвер Аблаєв        | 111.47       | 115.42       | 226.89       | 9            | 61.79     | 88.69     | 150.48 | 12    |
| Чоловіки | Станіслав Кравчук   | 102.88       | 118.81       | 221.69       | 13           | DNQ       | DNQ       | DNQ    | DNQ   |
| Чоловіки | Ігор Ішутько        | 47.34        | 105.70       | 153.04       | 26           | DNQ       | DNQ       | DNQ    | DNQ   |
| Чоловіки | Олександр Абраменко | 63.05        | 86.42        | 149.47       | 27           | DNQ       | DNQ       | DNQ    | DNQ   |
| Жінки    | Ольга Волкова       | 86.01        | 74.02        | 160.03       | 13           | DNQ       | DNQ       | DNQ    | DNQ   |
| Жінки    | Тетяна Козаченко    | 69.44        | 78.07        | 147.51       | 18           | DNQ       | DNQ       | DNQ    | DNQ   |
| Жінки    | Надія Діденко       | 80.16        | 56.75        | 136.91       | 20           | DNQ       | DNQ       | DNQ    | DNQ   |

### Санний спорт
Чоловіки
| Змагання | Спортсмени                        | 1 заїзд | 2 заїзд | Усього   | Місце |
| -------- | --------------------------------- | ------- | ------- | -------- | ----- |
| Двійки   | Андрій Кись, Юрій Гайдук          | 48.850  | 48.327  | 1:37.177 | 14    |
| Двійки   | Олег Жербецький, Роман Язвінський | 50.897  | DNS     | DNS      | DNS   |

Жінки
| Змагання | Спортсмени       | 1 заїзд | 2 заїзд | 3 заїзд | 4 заїзд | Усього   | Місце |
| -------- | ---------------- | ------- | ------- | ------- | ------- | -------- | ----- |
| Одинаки  | Лілія Лудан      | 47.439  | 47.378  | 47.150  | 47.308  | 3:09.275 | 6     |
| Одинаки  | Наталія Якушенко | 54.189  | DNS     | DNS     | DNS     | DNS      | DNS   |

### Фігурне катання
| Змагання                  | Спортсмени                           | Обов'язковий танець | Обов'язковий танець | Коротка програма/ оригінальний танець | Коротка програма/ оригінальний танець | Довільна програма/ довільний танець | Довільна програма/ довільний танець | Усього    | Усього |
| Змагання                  | Спортсмени                           | Результат           | Місце               | Результат                             | Місце                                 | Результат                           | Місце                               | Результат | Місце  |
| ------------------------- | ------------------------------------ | ------------------- | ------------------- | ------------------------------------- | ------------------------------------- | ----------------------------------- | ----------------------------------- | --------- | ------ |
| Чоловіче одиночне катання | Антон Ковалевський                   |                     |                     | 63.41                                 | 16                                    | 109.43                              | 21                                  | 172.84    | 20     |
| Жіноче одиночне катання   | Олена Ляшенко                        |                     |                     | 52.35                                 | 13                                    | 81.73                               | 18                                  | 134.08    | 17     |
| Жіноче одиночне катання   | Галина Єфременко                     |                     |                     | 41.25                                 | 24                                    | 84.12                               | 17                                  | 125.37    | 20     |
| Парне катання             | Тетяна Волосожар / Станіслав Морозов |                     |                     | 50.14                                 | 12                                    | 98.24                               | 12                                  | 148.38    | 12     |
| Парне катання             | Юлія Белоглазова / Андрій Бех        |                     |                     | 43.85                                 | 17                                    | 71.77                               | 19                                  | 115.62    | 18     |
| Танці на льоду            | Олена Грушина / Руслан Гончаров      | 37.39               | 5                   | 59.29                                 | 3                                     | 99.17                               | 3                                   | 195.85    |        |
| Танці на льоду            | Юлія Головіна / Олег Войко           | 23.88               | 23                  | 39.92                                 | 24                                    | 64.69                               | 23                                  | 128.49    | 23     |

### Шорт-трек
Чоловіки
| Змагання    | Спортсмени          | Відбірковий раунд | Відбірковий раунд | Чвертьфінал | Чвертьфінал | Півфінал  | Півфінал | Фінал     | Фінал | Підсумкове місце |
| Змагання    | Спортсмени          | Результат         | Місце             | Результат   | Місце       | Результат | Місце    | Результат | Місце | Підсумкове місце |
| ----------- | ------------------- | ----------------- | ----------------- | ----------- | ----------- | --------- | -------- | --------- | ----- | ---------------- |
| 500 метрів  | Володимир Григор'єв | 43.583            | 3                 | DNQ         | DNQ         | DNQ       | DNQ      | DNQ       | DNQ   | 17               |
| 1000 метрів | Володимир Григор'єв | 1:36.397          | 2                 | 1:29.168    | 5           | DNQ       | DNQ      | DNQ       | DNQ   | 15               |